# Abacetus
Genre
Abacetus est un genre d’insectes coléoptères de la famille des Carabidae, de la sous-famille des Pterostichinae ou des Harpalinae selon les classifications. 
Ce genre a été décrit scientifiquement pour la première fois en 1828 par le comte Pierre François Marie Auguste Dejean, militaire puis entomologiste français, dans le 3e volume de son ouvrage Species général des Coléoptères. 

## Liste des espèces
Selon GBIF (30 décembre 2023) :
- Abacetus abacillus Kolbe, 1897
- Abacetus aberrans Straneo, 1943
- Abacetus abor Andrewes, 1942
- Abacetus acutangulus Tschitscherine, 1903
- Abacetus aeneocordatus Straneo, 1940
- Abacetus aeneolus Chaudoir, 1870
- Abacetus aeneovirescens Straneo, 1939
- Abacetus aenescens Péringuey, 1896
- Abacetus aeneus (Dejean, 1828)
- Abacetus aenigma Chaudoir, 1870
- Abacetus aeratus Tschitscherine, 1900
- Abacetus afer Tschitscherine, 1899
- Abacetus alacer Péringuey, 1896
- Abacetus alaticollis Straneo, 1957
- Abacetus alesi Jedlicka, 1936
- Abacetus alluaudi Tschitscherine, 1899
- Abacetus amaroides LaFerté-Sénectère, 1853
- Abacetus ambiguus Straneo, 1969
- Abacetus amplicollis Bates, 1889
- Abacetus amplithorax Straneo, 1940
- Abacetus angolanus Straneo, 1940
- Abacetus angustatus Klug, 1853
- Abacetus angustior W.J.MacLeay, 1871
- Abacetus anjouaniananus Straneo, 1973
- Abacetus annamensis Tschitscherine, 1903
- Abacetus anthracinus Tschitscherine, 1900
- Abacetus antiquus (Dejean, 1828)
- Abacetus antoinei Straneo, 1951
- Abacetus archambaulti Straneo, 1955
- Abacetus artus Andrewes, 1942
- Abacetus asmarensis Jedlicka, 1956
- Abacetus assiniensis Tschitscherine, 1899
- Abacetus ater W.J.MacLeay, 1871
- Abacetus aterrimus Péringuey, 1896
- Abacetus atratus (Dejean, 1828)
- Abacetus atroirideus Straneo, 1959
- Abacetus audax LaFerté-Sénectère, 1853
- Abacetus auratus Straneo, 1949
- Abacetus australasiae Chaudoir, 1878
- Abacetus azurescens Straneo, 1955
- Abacetus barbieri Straneo, 1961
- Abacetus basilewskyi Straneo, 1948
- Abacetus batesi Andrewes, 1926
- Abacetus bechynei Straneo, 1956
- Abacetus belli Andrewes, 1942
- Abacetus bembidioides Straneo, 1949
- Abacetus bequaerti Burgeon, 1934
- Abacetus bicolor Straneo, 1971
- Abacetus bidentatus Andrewes, 1942
- Abacetus bifoveatus Straneo, 1963
- Abacetus bipunctatus (Motschulsky, 1865)
- Abacetus birmanus (Bates, 1889)
- Abacetus bisignatus Bates, 1889
- Abacetus blandus Andrewes, 1942
- Abacetus borealis Andrewes, 1942
- Abacetus bredoi Burgeon, 1935
- Abacetus brevicollis Straneo, 1954
- Abacetus brevisternus Straneo, 1951
- Abacetus brunneus Straneo, 1939
- Abacetus cameronus Bates, 1886
- Abacetus candidus Andrewes, 1942
- Abacetus carinifer Andrewes, 1942
- Abacetus catalai (Jeannel, 1948)
- Abacetus catersi Straneo, 1958
- Abacetus cavicola Straneo, 1955
- Abacetus ceratus Straneo, 1940
- Abacetus ceylanicus (Nietner, 1858)
- Abacetus ceylanoides Straneo, 1953
- Abacetus chalceus Chaudoir, 1870
- Abacetus chalcites Péringuey, 1896
- Abacetus chalcopterus Tschitscherine, 1900
- Abacetus claripes Straneo, 1949
- Abacetus collarti Straneo, 1948
- Abacetus communis Straneo, 1963
- Abacetus compactus Andrewes, 1942
- Abacetus complanatus Straneo, 1963
- Abacetus confinis (Boheman, 1848)
- Abacetus congoanus Burgeon, 1935
- Abacetus congoensis Tschitscherine, 1899
- Abacetus conradsi Straneo, 1939
- Abacetus contractus Chaudoir, 1876
- Abacetus convexicollis Straneo, 1949
- Abacetus convexiusculus Chaudoir, 1870
- Abacetus cordatissimus Straneo, 1941
- Abacetus cordatus Dejean, 1831
- Abacetus cordicollis Chaudoir, 1870
- Abacetus corvinus Klug, 1833
- Abacetus coscinioderus Chaudoir, 1876
- Abacetus crebrepunctatus Straneo, 1975
- Abacetus crenipennis Chaudoir, 1870
- Abacetus crenulatus Dejean, 1831
- Abacetus crenulicordatus Straneo, 1940
- Abacetus cribratellus Straneo, 1964
- Abacetus cribricollis (Dejean, 1831)
- Abacetus crinifer Tschitscherine, 1899
- Abacetus cuneatus (Fairmaire, 1887)
- Abacetus cuneipennis Straneo, 1961
- Abacetus cursor Péringuey, 1898
- Abacetus curtus Chaudoir, 1870
- Abacetus cyathoderus Chaudoir, 1870
- Abacetus cycloderus Andrewes, 1942
- Abacetus cyclomus Tschitscherine, 1903
- Abacetus dahomeyanus Straneo, 1940
- Abacetus dainellii Straneo, 1940
- Abacetus darlingtoni Straneo, 1984
- Abacetus decorsei Tschitscherine, 1901
- Abacetus dejeani (Nietner, 1858)
- Abacetus dekkanus Andrewes, 1942
- Abacetus delkeskampi Straneo, 1957
- Abacetus demoulini Straneo, 1963
- Abacetus desaegeri Straneo, 1963
- Abacetus dilutipes Chaudoir, 1870
- Abacetus discolor (Roth, 1851)
- Abacetus disjunctus Andrewes, 1942
- Abacetus distigma Tschitscherine, 1899
- Abacetus distinctus Chaudoir, 1878
- Abacetus divergens Tschitscherine, 1899
- Abacetus diversus Péringuey, 1898
- Abacetus dorsalis (Motschulsky, 1866)
- Abacetus drimostomoides Chaudoir, 1870
- Abacetus duvivieri Tschitscherine, 1899
- Abacetus ellipticus Tschitscherine, 1898
- Abacetus elongatus LaFerté-Sénectère, 1853
- Abacetus elongellus Straneo, 1946
- Abacetus emeritus Péringuey, 1898
- Abacetus ennedianus Mateu, 1966
- Abacetus eous Andrewes, 1942
- Abacetus evulsus Péringuey, 1904
- Abacetus excavatus Straneo, 1949
- Abacetus exul Tschitscherine, 1900
- Abacetus feai Straneo, 1940
- Abacetus femoralis (Motschulsky, 1865)
- Abacetus fimbriatus Straneo, 1940
- Abacetus flavipes J.Thomson, 1858
- Abacetus foveifrons Bates, 1892
- Abacetus foveolatus Chaudoir, 1876
- Abacetus franzi Straneo, 1961
- Abacetus fraternus Tschitscherine, 1899
- Abacetus freyi Straneo, 1956
- Abacetus fulvomarginatus Straneo, 1956
- Abacetus furax Andrewes, 1936
- Abacetus fuscipes (Klug, 1833)
- Abacetus fuscorufescens Straneo, 1939
- Abacetus fuscus Straneo, 1941
- Abacetus gagates Dejean, 1828
- Abacetus gagatinus Chaudoir, 1870
- Abacetus ganglbaueri Tschitscherine, 1898
- Abacetus garavagliai Straneo, 1939
- Abacetus germanus Chaudoir, 1876
- Abacetus gimmanus Straneo, 1979
- Abacetus globulicollis Straneo, 1971
- Abacetus gondati Chaudoir, 1870
- Abacetus grandis LaFerté-Sénectère, 1853
- Abacetus guineensis Straneo, 1940
- Abacetus guttiger Andrewes, 1942
- Abacetus guttula Chaudoir, 1870
- Abacetus haemorrhous Chaudoir, 1878
- Abacetus haplosternus Chaudoir, 1878
- Abacetus hararinus Straneo, 1939
- Abacetus harpaloides LaFerté-Sénectère, 1853
- Abacetus hessei Straneo, 1940
- Abacetus hexagonus Straneo, 1992
- Abacetus hiekei Straneo, 1975
- Abacetus hirmocoeloides Straneo, 1949
- Abacetus hirmocoelus Chaudoir, 1870
- Abacetus hova Tschitscherine, 1899
- Abacetus hulstaerti Burgeon, 1935
- Abacetus humeratus Straneo, 1957
- Abacetus humilis Tschitscherine, 1903
- Abacetus idiomerus Tschitscherine, 1900
- Abacetus ifani Straneo, 1971
- Abacetus illuminans Bates, 1892
- Abacetus imerinae Tschitscherine, 1899
- Abacetus immarginatus Straneo, 1956
- Abacetus impressicollis (Dejean, 1828)
- Abacetus impunctus Andrewes, 1942
- Abacetus incertus Straneo, 1963
- Abacetus indrapoerae Tschitscherine, 1903
- Abacetus inexspectatus Abdurakhmanov & Kryzhanovskij, 1983
- Abacetus infimus Tschitscherine, 1900
- Abacetus inopinus Péringuey, 1904
- Abacetus insolatus Bates, 1892
- Abacetus insularis Tschitscherine, 1900
- Abacetus intermedius Tschitscherine, 1899
- Abacetus iricolor Andrewes, 1936
- Abacetus iridescens LaFerté-Sénectère, 1853
- Abacetus iridipennis Fairmaire, 1869
- Abacetus ituriensis Straneo, 1956
- Abacetus jedlickai Straneo, 1963
- Abacetus johannae Straneo, 1961
- Abacetus kandaharensis Jedlicka, 1956
- Abacetus katanganus Burgeon, 1935
- Abacetus kivuanus Straneo, 1944
- Abacetus klickai Jedlicka, 1935
- Abacetus kochi Straneo, 1963
- Abacetus kordofanicus Tschitscherine, 1898
- Abacetus laevigatus Straneo, 1960
- Abacetus latemarginatus Straneo, 1940
- Abacetus latus Tschitscherine, 1898
- Abacetus lautus Péringuey, 1904
- Abacetus lecordieri Straneo, 1969
- Abacetus leistoides Bates, 1886
- Abacetus leleupi Straneo, 1951
- Abacetus leonensis Tschitscherine, 1899
- Abacetus leucotelus Bates, 1873
- Abacetus levisulcatus Straneo, 1939
- Abacetus liberianus Tschitscherine, 1899
- Abacetus longelytratus Straneo, 1951
- Abacetus longissimus Straneo, 1940
- Abacetus longiusculus Chaudoir, 1870
- Abacetus longulus Tschitscherine, 1900
- Abacetus loricatus LaFerté-Sénectère, 1853
- Abacetus lucidulus Péringuey, 1896
- Abacetus lucifugus Andrewes, 1924
- Abacetus luteipes Andrewes, 1942
- Abacetus mabalianus Straneo, 1956
- Abacetus macer Straneo, 1963
- Abacetus maculatus Straneo, 1949
- Abacetus madagascariensis (Dejean, 1831)
- Abacetus major Straneo, 1939
- Abacetus majorinus Péringuey, 1896
- Abacetus mameti Alluaud, 1933
- Abacetus mareei Straneo, 1951
- Abacetus marginatus Straneo, 1971
- Abacetus marginibasis Straneo, 1963
- Abacetus marginicollis Chaudoir, 1870
- Abacetus marshalli Straneo, 1940
- Abacetus mashunus Péringuey, 1896
- Abacetus mateui Straneo, 1959
- Abacetus mediopunctatus Straneo, 1951
- Abacetus melancholicus LaFerté-Sénectère, 1853
- Abacetus metallescens Tschitscherine, 1899
- Abacetus micans Straneo, 1951
- Abacetus michaelseni Kuntzen, 1919
- Abacetus micros Tschitscherine, 1900
- Abacetus minimus Straneo, 1940
- Abacetus minusculus Straneo, 1938
- Abacetus minutus (Dejean, 1831)
- Abacetus mirei Straneo, 1964
- Abacetus monardi Straneo, 1951
- Abacetus monardianus Straneo, 1952
- Abacetus mouffleti Chaudoir, 1876
- Abacetus mubalensis Straneo, 1958
- Abacetus multipunctatus Straneo, 1956
- Abacetus myops Straneo, 1959
- Abacetus nanus Chaudoir, 1870
- Abacetus natalensis Chaudoir, 1870
- Abacetus neghellianus Straneo, 1939
- Abacetus niger Andrewes, 1942
- Abacetus nigerrimus Straneo, 1948
- Abacetus nigrans Tschitscherine, 1901
- Abacetus nigrinus (Boheman, 1848)
- Abacetus nitens Tschitscherine, 1899
- Abacetus nitidulus Tschitscherine, 1900
- Abacetus nitidus Tschitscherine, 1900
- Abacetus notabilis Straneo, 1960
- Abacetus obesulus Straneo, 1940
- Abacetus oblongus Chaudoir, 1870
- Abacetus obscurus Andrewes, 1933
- Abacetus obtusus (Boheman, 1848)
- Abacetus occidentalis Tschitscherine, 1899
- Abacetus olivaceus Tschitscherine, 1900
- Abacetus optatus Andrewes, 1942
- Abacetus optimus Péringuey, 1904
- Abacetus orbicollis Straneo, 1988
- Abacetus oritoides Straneo, 1949
- Abacetus ornatus Tschitscherine, 1900
- Abacetus ovalis Straneo, 1940
- Abacetus overlaeti Burgeon, 1935
- Abacetus pallipes Chaudoir, 1870
- Abacetus parallelus Roth, 1851
- Abacetus parvulus (Klug, 1853)
- Abacetus patrizii Straneo, 1938
- Abacetus pavoninus Péringuey, 1898
- Abacetus perater Straneo, 1951
- Abacetus percoides Fairmaire, 1869
- Abacetus perplexus Péringuey, 1896
- Abacetus perrieri Tschitscherine, 1903
- Abacetus perturbator Péringuey, 1898
- Abacetus picescens Tschitscherine, 1900
- Abacetus picicollis LaFerté-Sénectère, 1853
- Abacetus picipes (Motschulsky, 1866)
- Abacetus picticornis Chaudoir, 1878
- Abacetus pictus Tschitscherine, 1900
- Abacetus piliger Chaudoir, 1876
- Abacetus pintori Straneo, 1940
- Abacetus planidorsis Straneo, 1949
- Abacetus planulus Straneo, 1940
- Abacetus poeciloides Straneo, 1949
- Abacetus politulus Chaudoir, 1870
- Abacetus politus Chaudoir, 1870
- Abacetus polli Straneo, 1949
- Abacetus pomeroyi Straneo, 1955
- Abacetus procax Tschitscherine, 1899
- Abacetus profundillus Straneo, 1943
- Abacetus promptus (Dejean, 1828)
- Abacetus protensus Chaudoir, 1876
- Abacetus proximus Péringuey, 1898
- Abacetus pseudangolanus Straneo, 1952
- Abacetus pseudangulanus Straneo, 1952
- Abacetus pseudoceratus Straneo, 1975
- Abacetus pseudoflavipes Straneo, 1939
- Abacetus pseudomashunus Straneo, 1950
- Abacetus pubescens Dejean, 1831
- Abacetus pullus Tschitscherine, 1899
- Abacetus pumilus (Boheman, 1848)
- Abacetus punctatellus Straneo, 1975
- Abacetus punctatostriatus Straneo, 1940
- Abacetus punctatosulcatus Chaudoir, 1870
- Abacetus punctibasis Straneo, 1940
- Abacetus puncticeps Straneo, 1963
- Abacetus puncticollis Straneo, 1951
- Abacetus punctulatus Straneo, 1960
- Abacetus pygmaeus (Boheman, 1848)
- Abacetus quadraticollis J.Thomson, 1858
- Abacetus quadratipennis W.J.MacLeay, 1888
- Abacetus quadricollis Chaudoir, 1870
- Abacetus quadriguttatus Chaudoir, 1870
- Abacetus quadrinotatus Chaudoir, 1870
- Abacetus quadripustulatus (Peyron, 1858)
- Abacetus quadrisignatus Chaudoir, 1876
- Abacetus radama (Jeannel, 1948)
- Abacetus refleximargo Straneo, 1949
- Abacetus reflexus Chaudoir, 1870
- Abacetus rhodesianus Straneo, 1951
- Abacetus rotundicollis Straneo, 1951
- Abacetus rubidicollis (Wiedemann, 1823)
- Abacetus rubidus Burgeon, 1935
- Abacetus rubromarginatus Straneo, 1940
- Abacetus rufinus Straneo, 1943
- Abacetus rufipalpis Chaudoir, 1870
- Abacetus rufipes LaFerté-Sénectère, 1853
- Abacetus rufoapicatus Straneo, 1940
- Abacetus rufopiceus (Nietner, 1858)
- Abacetus rufotestaceus Chaudoir, 1870
- Abacetus rufulus (Motschulsky, 1866)
- Abacetus rugatinus (Csiki, 1930)
- Abacetus salamensis Kolbe, 1897
- Abacetus salzmanni (Germar, 1823)
- Abacetus seineri Kuntzen, 1919
- Abacetus semibrunneus Straneo, 1988
- Abacetus semiopacus Straneo, 1948
- Abacetus semotus Andrewes, 1942
- Abacetus senegalensis (Dejean, 1831)
- Abacetus servitulus Péringuey, 1904
- Abacetus setifer Tschitscherine, 1903
- Abacetus severini Tschitscherine, 1899
- Abacetus shilouvanus Péringuey, 1904
- Abacetus siamensis Chaudoir, 1878
- Abacetus silvanus Andrewes, 1942
- Abacetus simillimus Straneo, 1960
- Abacetus simplex Blackburn, 1890
- Abacetus sinuatellus Straneo, 1949
- Abacetus sinuaticollis Straneo, 1939
- Abacetus somalus Straneo, 1939
- Abacetus spinicollis Straneo, 1963
- Abacetus spissus Andrewes, 1937
- Abacetus spurius Tschitscherine, 1900
- Abacetus stenoderus (Motschulsky, 1866)
- Abacetus straneoi Basilewsky, 1946
- Abacetus strenuus Tschitscherine, 1899
- Abacetus striatus Chaudoir, 1870
- Abacetus subamaroides Straneo, 1964
- Abacetus subauratus Straneo, 1949
- Abacetus subdepressus Straneo, 1960
- Abacetus subflavipes Straneo, 1951
- Abacetus subglobosus Chaudoir, 1870
- Abacetus sublucidulus Straneo, 1949
- Abacetus submetallicus (Nietner, 1858)
- Abacetus subnitens Straneo, 1951
- Abacetus suboccidentalis Straneo, 1953
- Abacetus subopacus (LaFerté-Sénectère, 1853)
- Abacetus suborbicollis Straneo, 1965
- Abacetus subparallelus Straneo, 1940
- Abacetus subpunctatus Chaudoir, 1870
- Abacetus subrotundatus Straneo, 1951
- Abacetus subrotundus Straneo, 1959
- Abacetus subtilis Straneo, 1949
- Abacetus sudanicus Straneo, 1984
- Abacetus sulculatus Bates, 1892
- Abacetus tanakai Straneo, 1961
- Abacetus tanganjikae Tschitscherine, 1899
- Abacetus tenebrioides Laporte, 1834
- Abacetus tenuimanus Tschitscherine, 1901
- Abacetus tenuis LaFerté-Sénectère, 1853
- Abacetus testaceipes (Motschulsky, 1864)
- Abacetus tetraspilus Andrewes, 1929
- Abacetus thoracicus (Jeannel, 1948)
- Abacetus thouzeti (Laporte, 1867)
- Abacetus tibialis Chaudoir, 1878
- Abacetus tibiellus Chaudoir, 1870
- Abacetus transcaucasicus Chaudoir, 1876
- Abacetus trapezialis Straneo, 1949
- Abacetus trechoides Péringuey, 1896
- Abacetus treichi Alluaud, 1935
- Abacetus tridens Tschitscherine, 1900
- Abacetus trivialis Tschitscherine, 1899
- Abacetus trivialoides Straneo, 1951
- Abacetus ueleanus Burgeon, 1935
- Abacetus ukerewianus Straneo, 1940
- Abacetus unisetosus Straneo, 1939
- Abacetus usagarensis (Ancey, 1882)
- Abacetus usherae Straneo, 1962
- Abacetus vaccaroi Straneo, 1940
- Abacetus vadoni (Jeannel, 1948)
- Abacetus vanemdeni Straneo, 1939
- Abacetus vatovai Straneo, 1941
- Abacetus verschureni Straneo, 1963
- Abacetus vertagus Péringuey, 1904
- Abacetus vexator Péringuey, 1904
- Abacetus villiersi Straneo, 1951
- Abacetus villiersianus Straneo, 1955
- Abacetus virescens Straneo, 1940
- Abacetus vitreus Andrewes, 1942
- Abacetus voltae Tschitscherine, 1901
- Abacetus wakefieldi Bates, 1886
- Abacetus wittei Straneo, 1954
- Abacetus xanthopoides Straneo, 1951
- Abacetus xanthopus Tschitscherine, 1899
- Abacetus zanzibaricus Tschitscherine, 1898
- Abacetus zarudnyi Tschitscherine, 1901

## Systématique
Le nom valide complet (avec auteur) de ce taxon est Abacetus Dejean, 1828.
Abacetus a pour synonymes :
- Abacetillus Straneo, 1943
- Aeneoabacetus Straneo, 1943
- Alogus Motschoulsky, 1865
- Astrigus Rambur, 1838
- Astygis Lacordaire, 1854
- Bisulcillus Straneo, 1945
- Caricus Motschoulsky, 1866
- Creciabacetus Straneo, 1943
- Creniabacetus Straneo, 1943
- Distrigodes Motschoulsky, 1864
- Novastygis Straneo, 1949
- Parastygis Straneo, 1943
- Setabacetus Straneo, 1943
- Triaenabacetus Straneo, 1943

### Espèces présentes en Europe
Selon Fauna Europaea (15 mai 2016) :
- Abacetus (Astigis) aeneus (Dejean, 1828)
- Abacetus (Astigis) salzmanni (Germar, 1824)